# Fritz Strassmann
Friedrich Wilhelm "Fritz" Strassmann (tiếng Đức: Straßmann) là nhà hóa học người Đức.

## Nghiên cứuvềphân hạch
Năm 1938, Strassmann cùng với Otto Hahn và các nhà vật lý người Úc Lise Meitner và Otto Robert Frisch cháu của Meitner , đã thực hiện các thí nghiệm tạo ra các sản phẩm của urani sau khi bị neutron bắn phá. Họ xác định rằng các neutron tương đối nhỏ có thể cắt các hạt nhân của các nguyên tử urani lớn thành hai phần khá bằng nhau, và đây là một kết quả đáng ngạc nhiên. Ngoài ra, Hahn và Strassmann còn tiến hành các thí nghiệm khác. Những thí nghiệm này đã đưa đến việc phát hiện ra khả năng mà urani phân hạch thành các các nguyên tố nhẹ hơn và giải phóng năng lượng liên kết,.

## Vinh danh
Tên của Strassmann được đặt cho tiểu hành tinh 19136 Strassmann.